# Osztály nélküli társadalom
Az osztály nélküli társadalom olyan társadalom, ahol a megtermelt javakból mindenki szükségletei szerint részesedik.

## Fajtái
- Ősközösségi társadalom
- Kommunizmus

## Ősközösségi társadalom
A közösség tagjai együtt vesznek részt a javak megszerzésében, egyformán részesülnek a javak elosztásából. Mindenki szükségletei szerint részesül.

## Kommunizmus
A proletár és burzsoák közti teljes ellentét megszűnik, a két osztály egyesül. A kommunista pártok az egész világon ezért küzdenek. A proletár államok elsődleges feladata, hogy az osztály nélküli társadalmat állami kontrollal addig tartsa fent, ameddig tudja, vagy amíg a kommunizmus ki nem alakul az egész világon.